# Голлідей Грейнджер
Голлідей Ґрейнджер (нар. 27 березня 1988) — англійська акторка театру, кіно та телебачення. Стала відомою, виконавши роль Лукреції Борджіа в телесеріалі «Борджіа» і роль Естели у фільмі «Великі сподівання».

## Раннє життя
Народилася 27 березня 1988 року в передмісті Дідсбері, графство Великий Манчестер. Її дід по материнській лінії був італійцем. 
З 1999 до 2006 року навчалася у середній школі «Паррс Вуд». 
У 2007 році вступила до університету Лідса, щоб вивчати англійську літературу. Через щільний графік зйомок пізніше перевелася в Відкритий університет.

## Кар'єра
Першу акторську роль отримала у віці п'ять років взявши участь у комедійно-драматичному серіалі BBC «На фронті Престону без змін». Потім були епізодичні ролі в таких телесеріалах, як «Катастрофа», «Лікарі» і «Делзил і Пескоу». Також зіграла Меган Бут у «Там, де серце», Стейсі Епплярд в «Вулиці Ватерлоо» та Софію у «Мерліні».
У 2011 році почала зніматися в телесеріалі «Борджіа» у ролі Лукреції Борджіа; роль Папи Олександра VI виконав Джеремі Айронс. За цю роль Грейнджер була номінована на «Золоту німфу» у категорії «Найкраща жіноча роль у драматичному телесеріалі» на телевізійному фестивалі в Монте-Карло у 2011. Проєкт Ніла Джордана, який знімали в Угорщині, тривав три сезони.
Після ролі Емілі у фільмі «Книга скаутів для хлопчиків» (2009) зіграла одну із сестер Ріверс у фільмі Кері Фукунагі «Джейн Ейр» 2011 року. Головні ролі виконали Міа Васіковська та Майкл Фассбендер. У тому ж році з'явилася у другорядній ролі у фільмі «Милий друг» з Робертом Паттінсоном та Умою Турман.
У червні 2011 року отримала головну роль Естели у фільмі Майка Ньюелла «Великі надії» з Джеремі Ірвіном та Хеленою Бонем Картер. Європейська прем'єра фільму, раніше показаного на Міжнародному кінофестивалі в Торонто у 2012 році, відбулася під час закриття Лондонського кінофестивалю. Виконала епізодичну роль баронеси Шілтон у фільмі «Анна Кареніна» (2012).
У 2013 році зіграла Бонні Паркер у телевізійному міні-серіалі «Боні та Клайд». 
Виконала одну з головних жіночих ролей у фільмі 2014 року «Клуб бунтарів» із Максом Айронсом. У тому року з'явилася постановці п'єси Антона Павловича Чехова «Три сестри» у театрі Саутуарка.
У 2015 році виконала роль Анастасії Тремейн, зведеної сестри Попелюшки, у кіноверсії «Попелюшки» режисера Кеннета Брани. 
У 2016 році знялася у диснеївському фільмі «І вдарив шторм».
20 червня 2016 року, у Всесвітній день біженців, Грейнджер та Джек О'Коннелл з'явилися у фільмі УВКБ ООН «Будинок», спрямованому на підвищення поінформованості про глобальну кризу біженців. У фільмі сім'я здійснює зворотну міграцію до центру зони бойових дій. Він створений на основі первинних повідомлень про біженців і є частиною кампанії УВКБ ООН #WithRefugees, яка також включає звернення до урядів з проханням розширити програму надання притулку. «Дім», автором сценарію та режисером якого є Деніел Маллой, отримав премію BAFTA та «Золотого лева» на Міжнародному фестивалі творчості «Каннські леви», а також безліч інших нагород.
2017 року з'явилася в екранізації роману «Тюльпанна лихоманка» з Алісією Вікандер. З 2017 грає Робін Еллакотт в телесеріалі «Страйк» за мотивами романів Джоан Роулінг.
У 2019 році зіграла одну з двох головних жіночих ролей у художньому фільмі «Тварини» разом з Алією Шокат. Фільм заснований на романі Емми Джейн Ансуорт, яка також написала сценарій. Режисером фільму виступила Софі Хайд, а зйомки проходили у Дубліні. 
У 2019-2022 роках грала інспектора Рейчел Кірі в конспірологічному трилері BBC «Захоплення».
Взяла участь у зйомках фільму «Міккі 17» (2025), фантастичної історії про колонізацію крижаного світу Ніфльхейм.

## Особисте життя
З 2015 року Грейнджер та актор Гаррі Тредевей перебувають у стосунках. У травні 2021 року у пари народилися близнюки.

## Фільмографія

### Кінофільми
| Рік  |   | Українська назва              | Оригінальна назва          | Роль              |
| ---- | - | ----------------------------- | -------------------------- | ----------------- |
| 2009 | ф | Скаутська книга для хлопчиків | The Scouting Book for Boys | Емілі             |
| 2011 | ф | Джейн Ейр                     | Jane Eyre                  | Діана             |
| 2012 | ф | Анна Кареніна                 | Anna Karenina              | баронеса          |
| 2012 | ф | Любий друг                    | Bel Ami                    | Сюзанна           |
| 2012 | ф | Великі сподівання             | Great Expectations         | Естела            |
| 2014 | ф | Клуб бунтарів                 | The Riot Club              | Лорен             |
| 2015 | ф | Попелюшка                     | Cinderella                 | Анастасія Тремейн |
| 2015 | ф | Коханець леді Чаттерлей       | Lady Chatterleys Lover     | леді Чаттерлей    |
| 2016 | ф | Проти шторму                  | The Finest Hours           | Міріам            |
| 2017 | ф | Моя кузина Рейчел             | My Cousin Rachel           | Луїз Кендалі      |
| 2017 | ф | Тюльпанова лихоманка          | Tulip fever                | Марія             |
| 2019 | ф |                               | Animals                    | Лора              |
| 2025 | ф | Міккі-17                      | Mickey 17                  | Джемма            |

### Телебачення
| Рік       |    | Українська назва              | Оригінальна назва                | Роль                                       |
| --------- | -- | ----------------------------- | -------------------------------- | ------------------------------------------ |
| 1994      | с  |                               | All Quiet on the Preston Front   | Крісті (4 епізоди)                         |
| 2000      | с  |                               | Casualty                         | Кеті Стоппард (Епізод: "Seize the Night")  |
| 2001      | с  | Делзіл і Пескоу               | Dalziel and Pascoe               | Нікола Кроулі (Епізод: "Walls of Silence") |
| 2001      | с  | Лікарі                        | Doctors                          | Ніта Хармер (Епізод: "Writing to Charlie") |
| 2003      | с  | Королівський                  | The Royal                        | Керол Грін (Епізод: "Coffin Fit")          |
| 2003—2005 | с  | Королівський                  | Where the Heart Is               | Керол Грін (27 епізодів)                   |
| 2005      | с  | Лікарі                        | Doctors                          | Холлі Лівіс (Епізод: "Indestructible")     |
| 2007      | тф | Довідник поганої матері       | The Bad Mother's Handbook        | Шарлотта Купер                             |
| 2008      | с  | Пригоди Мерліна               | Merlin                           | Софія (Епізод: "The Gates of Avalon")      |
| 2009      | с  | Робін Гуд                     | Robin Hood                       | Мег (Епізод: "A Dangerous Deal")           |
| 2011—2013 | с  | Борджіа                       | The Borgias                      | Лукреція Борджіа (29 епізодів)             |
| 2013      | с  | Бонні і Клайд                 | Bonnie and Clyde: Dead and Alive | Бонні Паркер (2 епізоди)                   |
| 2017      | с  | Електричні сни Філіпа К. Діка | Philip K. Dick's Electric Dreams | Хонор (Епізод: "The Hood Maker")           |
| 2017—2022 | с  | Страйк                        | Strike                           | Робін Еллакотт (15 епізодів)               |
| 2018      | с  | Патрік Мелроуз                | Patrick Melrose                  | Бріджет Вотсон Скотт (2 епізоди)           |
| 2019—2022 | с  |                               | The Capture                      | Рейчел Кері (12 епізодів)                  |